# Велінські
Велінські (пол. Wielińscy, рос. Велинские) — український шляхетський, старшинський, пізніше дворянський рід.

## Походження
Нащадки Василя Івановича Велінського, Стародубського городового отамана (1746—1748)

## Опис герба
В блакитному (чи зеленому) полі пінь, увінчаний рогами оленя. Нашоломник: п'ять страусиних пір'їв.

## Відомі представники
- Вілінський (Велінський) Василь Михайлович — музикант, артист, театральний і громадський діяч.